# Пляйснер, Эмиль
Эмиль Пауль Пляйснер (нем. Emil Paul Pleissner; 23 мая 1913, Плауэн, Королевство Саксония, Германская империя — 19 ноября 1948, Ландсбергская тюрьма, Ландсберг-ам-Лех) — гауптшарфюрер СС, командофюрер в крематории концлагеря Бухенвальд. Был осуждён на Бухенвальдском процессе и повешен по приговору суда.

## Биография
Эмиль Пляйснер родился 23 мая 1913 года в Плауэне. С 1934 по 1937 год служил в концлагере Дахау. В 1938 году был переведён в концлагерь Бухенвальд и до марта 1942 года занимал должность блокфюрера. Впоследствии до февраля 1943 года был командофюрером в крематории лагеря. Пляйснер присутствовал при двух повешениях в крематории и в составе команды 99 принимал участие в двух казнях и присутствовал при пяти. С весны 1943 по май 1945 года проходил службу в танковой дивизии войск СС.
После окончания войны Пляйснеру были предъявлены обвинения на Бухенвальдском процессе в рамках Процессов Дахау. Ему вменялись избиения военнопленных союзных войск. 14 августа 1947 года за участие в казнях, работу в крематории и за «участие и соучастие в операциях концлагеря Бухенвальд» был приговорён к смертной казни через повешение. Несмотря на множество прошений о помиловании, 19 ноября 1948 года приговор был приведён в исполнение в Ландсбергской тюрьме.